# أبو جعفر بن أبي شيبة
أبو جعفر بن أبي شيبة (210 هـ-297 هـ) محمد بن عثمان بن محمد بن إبراهيم بن عثمان بن خُوَاستي، العبسي مولاهم، الكوفي، عمه هو أبو بكر بن أبي شيبة.توفي أبو جعفر ببغداد سنة سبع وتسعين ومائتين عن عمر يقارب التسعين عامًا.

## نشأته وعلمه
ولد أبو جعفر بن أبي شيبة في الكوفة سنة 210 هـ، وارتحل إلى بغداد سنة 273 هـ، وأخذ العلم عن كثير من العلماء منهم والده عثمان بن أبي شيبة، وعماه أبو بكر والقاسم ابنا أبي شيبة، وعلي بن المديني، ويحيى بن معين، وأحمد بن يونس، ومحمد بن عمران بن أبي ليلى، قال عنه أبو الحسين بن المنادي : كنا نسمع شيوخ أهل الحديث وكهولهم يقولون مات حديث الكوفة بموت موسى بن إسحاق ومحمد بن عثمان وأبى جعفر الحضرمي وعبيد بن غنام، وقال عنه الذهبي : كان عالمًا بصيرًا بالحديث والرجال له تآليف مفيدة.

## روايته للحديث
- سمع: أباه وعميه أبا بكر والقاسم وأحمد بن يونس اليربوعي وعلي بن المديني ويحيى الحماني وسعيد بن عمرو الأشعثي ومنجاب بن الحارث والعلاء بن عمرو الحنفي وأبا كريب وهنادا وخلقا سواهم.
- سمع عنه: ابن صاعد وابن السماك والنجاد وجعفر الخلدي وابن أبي دارم وإسماعيل الخطبي وأبو بكر الشافعي وسعد بن محمد الناقد وأبو علي بن الصواف وأبو القاسم الطبراني والحسين بن عبيد الدقاق والإسماعيلي وخلق غيرهم.
- منزلته عند علماء الحديث: قال صالح جزرة: ثقة. وقال ابن عدي: لم أر له حديثا منكرا فأذكره وقال عبد الله بن أحمد بن حنبل: كذاب وقال عبد الرحمن بن خراش : كان يضع الحديث وقال مطين: هو عصا موسى، يتلقف ما يأفكون وقال أبو الحسن الدارقطني: إنه أخذ كتاب غير محدث وقال أبو بكر البرقاني: لم أزل أسمع الشيوخ يذكرون أنه مقدوح فيه. وعن عبدان قال: لا بأس به. وقال أبو الحسين بن المنادي: كنا نسمع الشيوخ يقولون: مات حديث الكوفة لموت محمد بن أبي شيبة ومطين وموسى بن إسحاق وعبيد بن غنام.[3]

## مؤلفاته
1. سؤالات محمد بن عثمان بن أبي شيبة لعلي بن المديني. رسالة صغيرة الحجم، تقع في سبع ورقات، وهي عبارة عن أجوبة أجابها علي بن المديني عن سؤالات سأله عنها محمد بن عثمان بن أبي شيبة في الرجال.
2. كتاب العرش وما روي فيه.
3. «سؤالات محمد بن عثمان لطائفة من شيوخه في الجرح والتعديل»: وهي -أيضا- عبارة عن رسالة صغيرة الحجم، تقع في خمس ورقات، وهي سؤالات، سأل فيها طائفة من شيوخه، أمثال علي بن المديني، ويحيى بن معين، ووالده عثمان ابن أبي شيبة عن أحوال الرجال جرحا وتعديلا.
4. «كتاب التاريخ»: وقد وصفه الخطيب بأنه «تاريخ كبير».
5. «كتاب في خلق آدم، وخطيئته، وتوبته»: يظهر أنه قطعة من كتاب «التاريخ» المتقدم.
6. «السنن في الفقه»: ذكره ابن النديم في «الفهرست».
7. «فضائل القرآن»: وقد ذكره الداودي في «طبقات المفسرين».

## وفاته
توفي الحافظ أبو جعفر بن أبي شيبة في بغداد سنة 297 هـ.